# Denis Zakaria
Denis Lemi Zakaria Lako Lado (Genebra, 20 de novembro de 1996) é um futebolista profissional suíço que atua como volante. Atualmente joga no Monaco.

## Carreira
Denis Zakaria fez parte do elenco da Seleção Suíça de Futebol da Eurocopa de 2016.